# Axel Lindman
Knut Axel Lindman, född 20 december 1848 i Öregrund, Stockholms län, död 22 september 1930 i Stockholm, var en svensk bildkonstnär. 

## Biografi

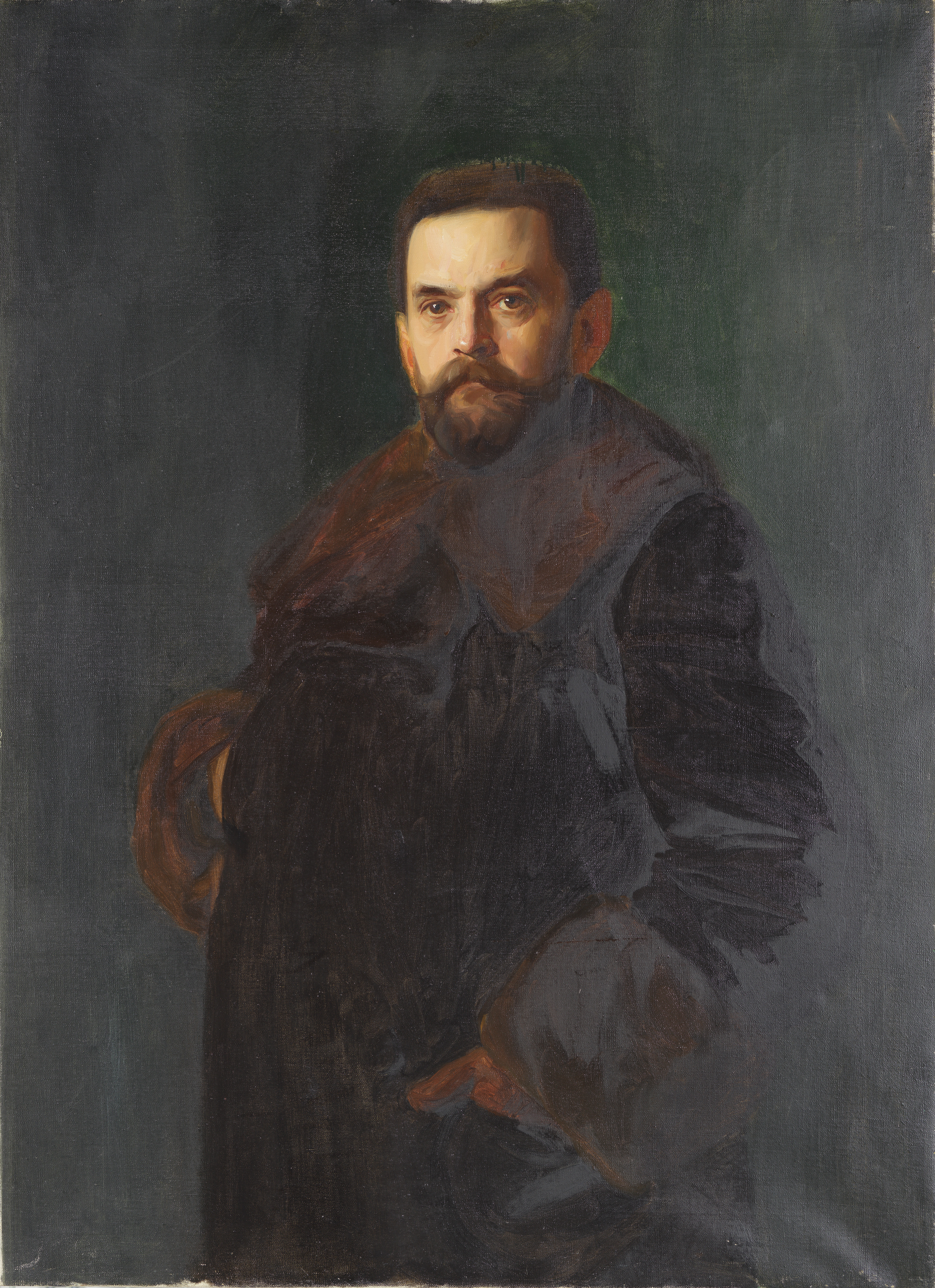
Axel Lindman, porträtterad av Bernhard Österman, en annan elev från Konstakademin.

Han var elev vid Konstakademien 1872–1875 och studerade 1875–1879 i Paris och andra delar av Frankrike och Italien. Han deltog i Opponenternas och Konstnärsförbundets utställningar och blev 1897 ledamot av Konstakademien. 
Han gjorde sig först känd genom elegant målade studier från landsbygden i Frankrike och små strand- och trädgårdsmotiv från Gotland. Sedan han bosatt sig i Stockholm, började han måla motiv från staden och dess närmaste omgivningar.
Han målade bland annat en stor målning av Stockholms ström för Stockholms stadshus, och är vidare representerade på Nationalmuseum, Göteborgs konstmuseum, Norrköpings konstmuseum och Konstakademins samlingar.

## Verk

Blommande äppelträd. Motiv från Barbizon (1877)
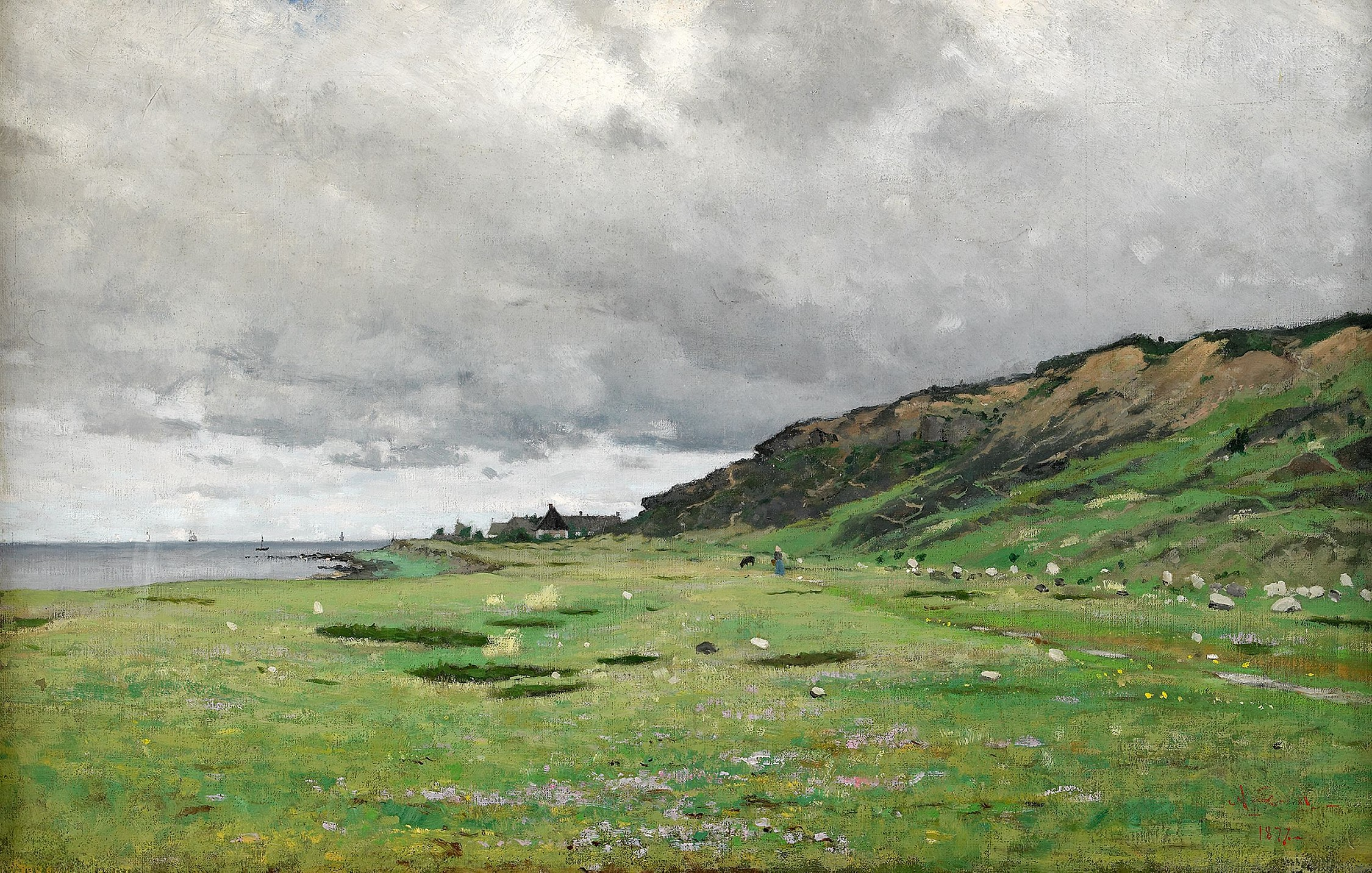
Kustlandskap, Normandie (1877)
Strand vid Villerville, Normandie (1878)
Gata i Fréjus (1878)
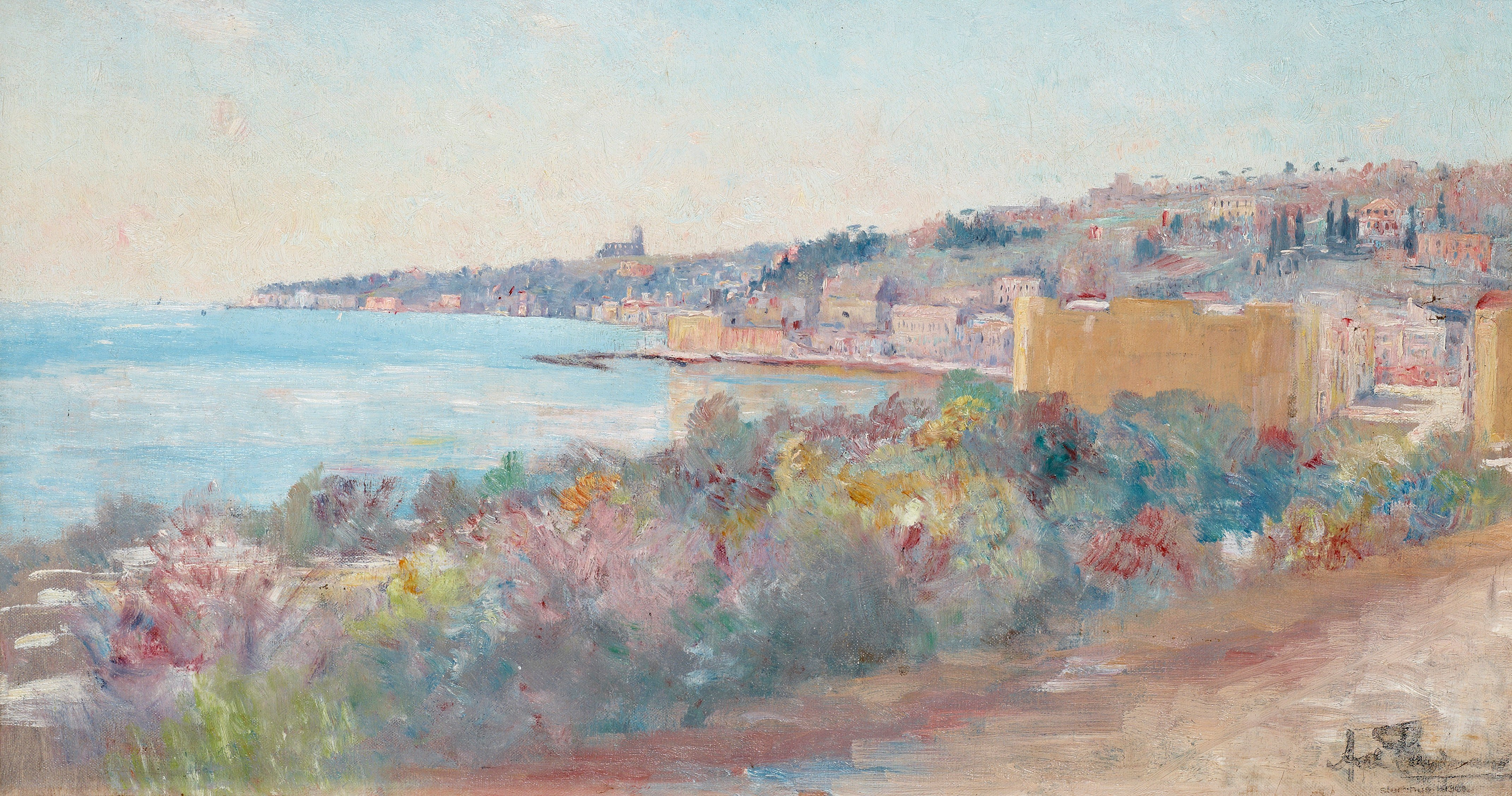
Vy över Nice, Frankrike (1879)
Motiv från Visby (1881)
Inloppet till Stockholm (1885)